# Ɨ́
Cette page contient des caractères spéciaux ou non latins. S’ils s’affichent mal (▯, ?, etc.), consultez la page d’aide Unicode.
Ɨ́ (minuscule : ɨ́), appelé I barré accent aigu, est un graphème utilisé dans l’écriture de l’arhuaco, du bangolan, du bora, du chinantèque d’Ojitlán, du chinantèque d’Usila, du chinantèque de Valle Nacional, du chiquitano, du cora, du dii, du four, huitoto, du inapari, du kenyang, du koonzime, du kwanja, du makari, du mayogo, du mfumte, du mungong, du orejón, du pinyin, popoluca de la Sierra, et du wayuu. Il s’agit de la lettre Ɨ diacritée d'un accent aigu.

## Utilisation

### Langues à tons
Dans plusieurs langues tonales le ‹ ɨ́ › représente le même son que le ‹ ɨ › et l’accent aigu indique un ton haut.

### Langues toniques
Dans les langues toniques, le ‹ ɨ́ › représente le même son que le ‹ ɨ › mais indique que celui-ci est dans la syllabe portant l’accent tonique.

## Représentations informatiques
Le I barré accent aigu peut être représenté avec les caractères Unicode suivants :
- décomposé (latin étendu B, alphabet phonétique international, diacritiques)[1],[2],[3] :

| formes    | représentations | chaînes de caractères | points de code | descriptions                                            |
| --------- | --------------- | --------------------- | -------------- | ------------------------------------------------------- |
| capitale  | Ɨ́               | Ɨ◌́                    | U+0197 U+0301  | lettre majuscule latine i barré diacritique accent aigu |
| minuscule | ɨ́               | ɨ◌́                    | U+0268 U+0301  | lettre minuscule latine i barré diacritique accent aigu |